# العراق في الألعاب الأولمبية الصيفية 2024
يتنافس العراق في دورة الألعاب الأولمبية الصيفية 2024 في باريس في الفترة من 26 يوليو إلى 11 أغسطس 2024. وهذا هو الظهور السادس عشر للبلاد منذ ظهورها لأول مرة في عام 1948 في الألعاب الأولمبية الصيفية.

## المنافسين
وفيما يلي قائمة بأعداد المتنافسين في الألعاب.
| رياضة       | رجال | نساء | المجموع |
| ----------- | ---- | ---- | ------- |
| ألعاب القوى | 1    | 0    | 1       |
| كرة القدم   | 18   | 0    | 18      |
| الجودو      | 1    | 0    | 1       |
| سباحة       | 1    | 0    | 1       |
| رفع الاثقال | 1    | 0    | 1       |
| المجموع     | 22   | 0    | 22      |

## ألعاب القوى
أرسل العراق عداءً واحدًا للمشاركة في دورة الألعاب الأولمبية الصيفية 2024.
- ملاحظة– الترتيبات المعطاة لأحداث المسار هي فقط ضمن جولة العداء
- Q = تأهل للجولة التالية
- q = تأهل للجولة التالية كأسرع خاسر أو، في الأحداث الميدانية، بواسطة المركز دون تحقيق الهدف المؤهل
- NR = رقم قياسي وطني
- N/A = الجولة غير مطبقة للحدث
- Bye = العداء غير مطالب بالتنافس في الجولة

أحداث المسار
| الرياضي       | الحدث        | الجولة  | الجولة  | الملحق  | الملحق  | نصف النهائي | نصف النهائي | النهائي | النهائي |
| الرياضي       | الحدث        | النتيجة | الترتيب | النتيجة | الترتيب | النتيجة     | الترتيب     | النتيجة | الترتيب |
| ------------- | ------------ | ------- | ------- | ------- | ------- | ----------- | ----------- | ------- | ------- |
| طه حسين ياسين | 100 متر رجال |         |         |         |         |             |             |         |         |

## كرة القدم
ملخص
مفتاح:
- و.إ. – وقت إضافي.
- ر – ركلات الترجيح.
- خ  –  خسارة
- ف  –  فوز
- ت  –  تعادل

| الفريق | الحدث     | مرحلة المجموعات  | مرحلة المجموعات   | مرحلة المجموعات | مرحلة المجموعات | ربع النهائي   | نصف النهائي   | النهائي / BM  | النهائي / BM |
| الفريق | الحدث     | الخصم النتيجة    | الخصم النتيجة     | الخصم النتيجة   | الترتيب         | الخصم النتيجة | الخصم النتيجة | الخصم النتيجة | الترتيب      |
| ------ | --------- | ---------------- | ----------------- | --------------- | --------------- | ------------- | ------------- | ------------- | ------------ |
| العراق | كرة القدم | أوكرانيا · ف 2–1 | الأرجنتين · خ 1-3 | المغرب · خ 0-3  |                 |               |               |               |              |

## سباحة
أرسل العراق سباحًا واحدًا للمنافسة في أولمبياد باريس 2024.
| رياضي      | حدث              | جولة | جولة    | الدور قبل النهائي | الدور قبل النهائي | النهائي | النهائي |
| رياضي      | حدث              | وقت  | الترتيب | وقت               | الترتيب           | وقت     | الترتيب |
| ---------- | ---------------- | ---- | ------- | ----------------- | ----------------- | ------- | ------- |
| حسن الزنكي | - 100 متر - رجال |      |         |                   |                   |         |         |

## رفع الاثقال
دخل العراق رافع أثقال واحدا في المنافسة الأولمبية. حصل علي الربيعاوي ‏ (رجال +102 كجم) على أحد المراكز العشرة الأولى في فئات الوزن الخاصة به بناءً على تصنيفات المؤهلات الأولمبية للاتحاد الدولي لرفع الأثقال. 
| رياضي          | حدث           | خطف   | خطف  | نظيفة ورعشة | نظيفة ورعشة | المجموع | رتبة |
| رياضي          | حدث           | نتيجة | رتبة | نتيجة       | رتبة        | المجموع | رتبة |
| -------------- | ------------- | ----- | ---- | ----------- | ----------- | ------- | ---- |
| علي الربيعاوي ‏ | رجال +102 كجم |       |      |             |             |         |      |